# Canottaggio ai Giochi della V Olimpiade - Singolo maschile
La competizione del singolo maschile dei Giochi della V Olimpiade si è svolta alla Djurgårdsbrunnsviken a Stoccolma tra il 17 e il 19 luglio 1912.
A ogni regata prendevano parte due equipaggi. 

## Risultati

### Turno preliminare
Si disputò un turno preliminare il giorno 17 luglio.
| Pos. | Atleta          | Nazione | Tempo  |
| ---- | --------------- | ------- | ------ |
| 1    | Mart Kuusik     | Russia  | 7'45"2 |
| -    | Alfred Heinrich | Austria | DQ     |

| Pos. | Atleta         | Nazione     | Tempo     |
| ---- | -------------- | ----------- | --------- |
| 1    | Martin Stahnke | Germania    | 8'28"8    |
| -    | Cecil McVilly  | Australasia | 8'11"0 DQ |

| Pos. | Atleta              | Nazione   | Tempo         |
| ---- | ------------------- | --------- | ------------- |
| 1    | Everard Butler      | Canada    | 7'55"6        |
| 2    | Axel Matias Haglund | Finlandia | a 8 lunghezze |

| Pos. | Atleta        | Nazione     | Tempo          |
| ---- | ------------- | ----------- | -------------- |
| 1    | Wally Kinnear | Regno Unito | 7'44"0         |
| 2    | Kurt Hoffmann | Germania    | a 1½ lunghezza |

| Pos. | Atleta          | Nazione  | Tempo  |
| ---- | --------------- | -------- | ------ |
| 1    | József Mészáros | Ungheria | 8'29"0 |

| Pos. | Atleta          | Nazione   | Tempo  |
| ---- | --------------- | --------- | ------ |
| 1    | Mikael Simonsen | Danimarca | 8'14"0 |
| -    | Jan Šourek      | Boemia    | DNF    |

| Pos. | Atleta          | Nazione  | Tempo  |
| ---- | --------------- | -------- | ------ |
| 1    | Károly Levitzky | Ungheria | 8'04"0 |

| Pos. | Atleta           | Nazione | Tempo  |
| ---- | ---------------- | ------- | ------ |
| 1    | Polydore Veirman | Belgio  | 7'59"2 |

### Quarti di finale
Si disputarono il giorno 18 luglio.
| Pos. | Atleta           | Nazione  | Tempo         |
| ---- | ---------------- | -------- | ------------- |
| 1    | Polydore Veirman | Belgio   | 7'52"0        |
| 2    | József Mészáros  | Ungheria | a 3 lunghezze |

| Pos. | Atleta          | Nazione   | Tempo  |
| ---- | --------------- | --------- | ------ |
| 1    | Everard Butler  | Canada    | 7'52"0 |
| -    | Mikael Simonsen | Danimarca | DNS    |

| Pos. | Atleta         | Nazione     | Tempo  |
| ---- | -------------- | ----------- | ------ |
| 1    | Wally Kinnear  | Regno Unito | 7'49"9 |
| 2    | Martin Stahnke | Germania    | 7'58"0 |

| Pos. | Atleta          | Nazione  | Tempo         |
| ---- | --------------- | -------- | ------------- |
| 1    | Mart Kuusik     | Russia   | 7'45"2        |
| 2    | Károly Levitzky | Ungheria | a 2 lunghezze |

### Semifinali
Si disputarono il giorno 19 luglio.
| Pos.   | Atleta           | Nazione | Tempo          |
| ------ | ---------------- | ------- | -------------- |
| 1      | Polydore Veirman | Belgio  | 7'41"0         |
| Bronzo | Mart Kuusik      | Russia  | a 1½ lunghezza |

| Pos.   | Atleta         | Nazione     | Tempo  |
| ------ | -------------- | ----------- | ------ |
| 1      | Wally Kinnear  | Regno Unito | 7'37"0 |
| Bronzo | Everard Butler | Canada      | 7'41"0 |

### Finale
Si disputò il giorno 19 luglio.
| Pos.    | Atleta           | Nazione     | Tempo  |
| ------- | ---------------- | ----------- | ------ |
| Oro     | Wally Kinnear    | Regno Unito | 7'47"3 |
| Argento | Polydore Veirman | Belgio      | 7'56"0 |